# Silk – Roben aus Seide
Silk – Roben aus Seide (Originaltitel: Silk) ist eine britische Fernsehserie der BBC. Die von Peter Moffat entwickelte Serie begleitet den Alltag der „Shoe Lane“-Anwaltskanzlei sowie die Bemühungen der Prozessanwälte, den begehrten Titel „Queen's Counsel“ (Kronanwalt) verliehen zu bekommen.
Die ersten zwei Staffeln wurden in Deutschland vom 15. Juli 2014 bis zum 19. August 2014 in Doppelfolgen auf ZDFneo ausgestrahlt.
In den Hauptrollen sind unter anderem Maxine Peake, Rupert Penry-Jones, Natalie Dormer, Nina Sosanya, Phil Davis, Indira Varma und Miranda Raison zu sehen.